# Ambrogio Mauri
Ambrogio Mauri (Desio, 1931 – Desio, 21 aprile 1997) è stato un imprenditore italiano, uno dei simboli della lotta alla corruzione in Italia.

## Biografia
Figlio di Carlo Mauri, il fondatore, nel 1921, dell'azienda che oggi si chiama Mauri Bus Systems, ereditò l'attività paterna nel 1949.
Ambrogio Mauri trasformò l'azienda da realizzatrice e riparatrice di componenti per mezzi a motore in azienda realizzatrice di mezzi per il trasporto pubblico, autobus e filobus. È stato anche l'ideatore del Bi-Bus, mezzo in grado di funzionare sia come filobus che - in assenza di corrente elettrica - come autobus a gasolio.
Fu anche consigliere comunale a Desio per la Democrazia Cristiana dal 1970 al 1975.
Alla fine degli anni ottanta, l'azienda attraversò un periodo di grande crisi, restando per tre anni senza commesse, crisi che si ripeté poi nuovamente negli anni tra il 1993 e il 1995: il motivo principale di questi problemi fu il costante rifiuto da parte di Mauri di pagare tangenti ai politici milanesi dell'epoca.
Negli anni di Tangentopoli appoggiò l'attività del pool Mani pulite, andando a testimoniare volontariamente. Tuttavia, al termine di quella stagione, deluso dal fatto che, come prima, gli venivano negati appalti (in ultimo nel 1996 per l'ATM), perché non accettava di pagare tangenti, si suicidò nel proprio ufficio, con un colpo di pistola al cuore.
Al suo funerale partecipò anche Antonio Di Pietro.
La nota trasmissione Rai Report ha dedicato un servizio ad Ambrogio Mauri e al destino della sua azienda nell'ottobre del 2010.
Nel marzo 2012 è stata pubblicata la sua biografia Un uomo onesto. Storia dell'imprenditore che morì per aver detto no alle tangenti scritto da Monica Zapelli ed edito dalla case editrice Sperling & Kupfer.
Nell'ottobre 2012 il comune di Desio dedica alla sua memoria il nuovo parco cittadino situato nel quartiere San Vincenzo Spaccone, realizzato da volontari locali che hanno recuperato un'area verde abbandonata, si tratta quindi di un progetto in sintonia con il suo senso della comunità. L'area è una delle superstiti zone verdi previste dal piano regolatore che il comune approvò mentre Ambrogio Mauri ne era membro. A lui è dedicato il "Memorial Ambrogio Mauri W la Legalità!", promosso dal sito Made in Desio e dal Comitato di quartiere Spaccone - San Vincenzo: un torneo di calcio giovanile, nato nel 2011, che vuole gettare e coltivare il seme del rispetto delle regole a partire dalle nuove generazioni.
Nel 2013 ha ricevuto una menzione d'onore del premio Giorgio Ambrosoli.
Nel 2014 gli è stata assegnata la "Corona turrita", onorificenza del comune di Desio.
L'associazione "Libera" gli ha dedicato la campagna "Riparte il futuro", proposta di legge di iniziativa popolare contro la corruzione;  il 21 marzo 2018 il presidio dell'associazione presente a Sulmona ha intitolato a lui la sua sede.